# リキニウス氏族

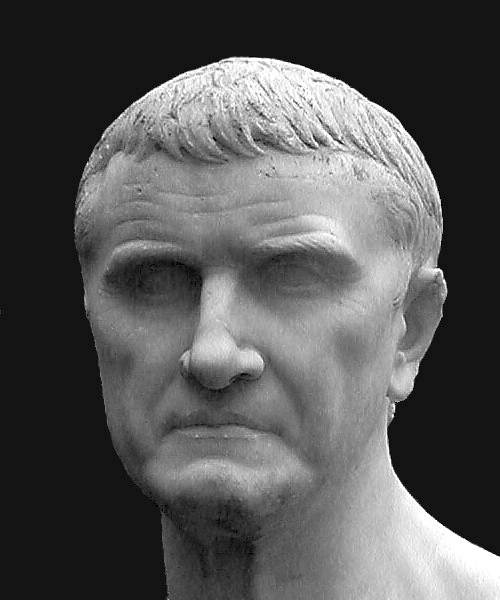
リキニウス氏族の墓で発見された頭像。マルクス・リキニウス・クラッススのものと推測される

リキニウス氏族 (ラテン語: Licinii) は、古代ローマの氏族の一つ。プレブス系の氏族で、共和政ローマ後期において多くの有力者を輩出した。クラッススのコグノーメンが有名で、中には資産を形成して「ディウェス（金持ち）」のアグノーメンを得たものもおり、共和政末期には第一回三頭政治の一角、マルクス・リキニウス・クラッススを出している。後の軍人皇帝ウァレリアヌスとガッリエヌス父子はこの氏族出身とも言われる。

## メンバー

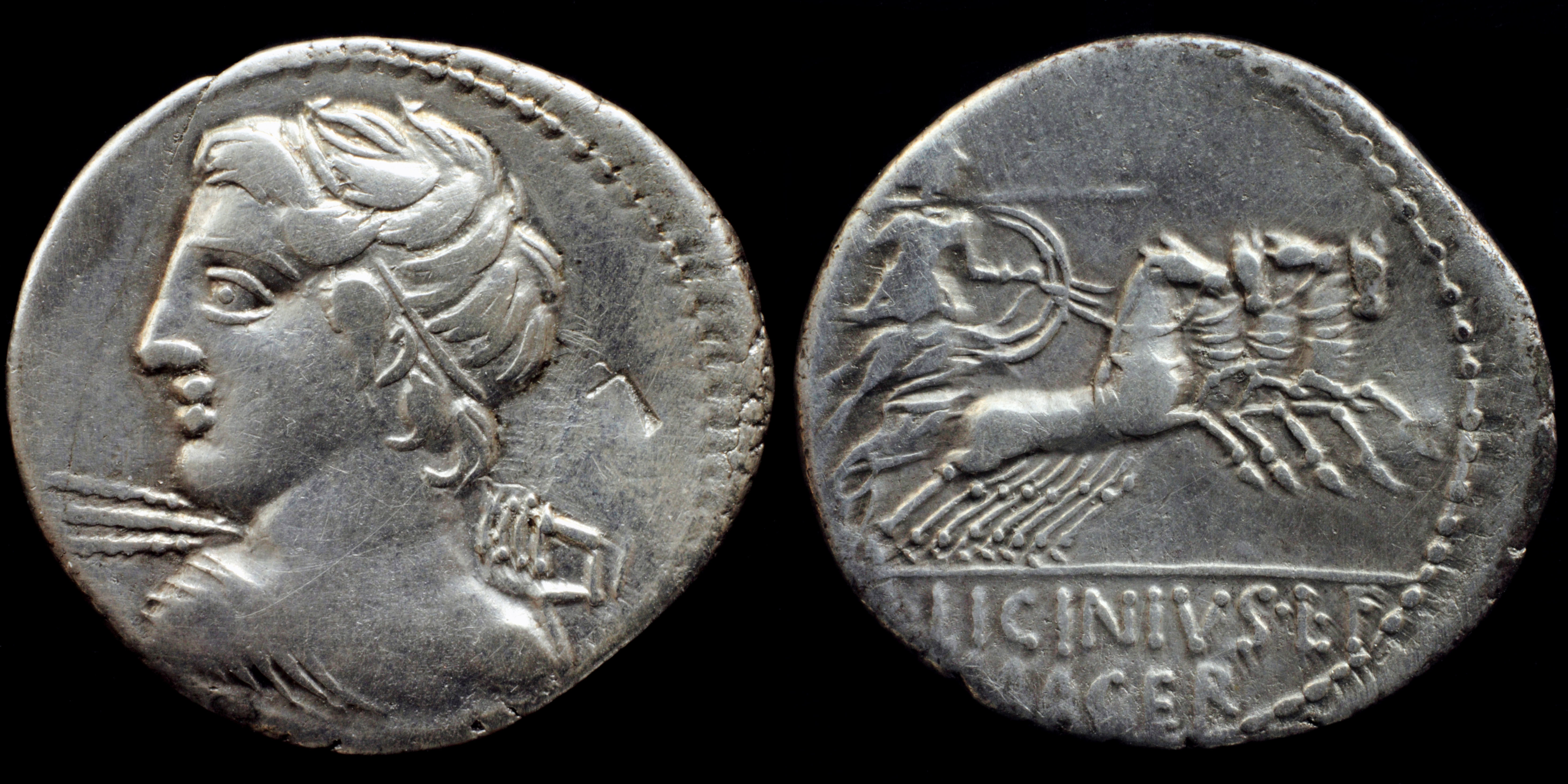
ガイウス・リキニウス・マケルが紀元前84年に鋳造したデナリウス銀貨

- ガイウス・リキニウス：紀元前493年の護民官[1]
- プブリウス・リキニウス：紀元前493年の護民官[1]
- スプリウス・リキニウス：紀元前481年の護民官[2]
- マルクス・リキニウス：紀元前209年のトリブヌス・ミリトゥム[3]。マルケッルスの下カヌシウムの戦いに参加して戦死[4]
- マルクス・リキニウス・ポッリオ：紀元前208年のレガトゥス[5]。執政官クリスピヌスが重傷を負い選挙管理について相談するため本国から派遣された三人のうちの一人[6]
- マルクス・リキニウス・ストラボ：紀元前178年のトリブヌス・ミリトゥム[7]。執政官ウルソの下イストリア半島で第二軍に所属し、ヒストリ族の奇襲を受けた際ただ一人踏みとどまり3個マニプルスを率いて戦ったものの戦死[8]
- セクストゥス・リキニウス：紀元前138年の護民官[9]
- ガイウスの子テレティナ区のガイウス・リキニウス：紀元前129年の元老院議員[10]
- リキニウス・ブッコ：恐らくスッラ配下の元老院議員[10]
- ガイウス
  - ガイウス・リキニウス・サケルドス：紀元前75年のプラエトル・ウルバヌス[11]。翌年プロプラエトルとしてシキリア担当[12]
- ルキウス
  - ガイウス・リキニウス・マケル：紀元前73年の護民官[13]
- ガイウスの子テレティナ区のガイウス・リキニウス：紀元前73年頃のプラエトル？[14]

### カルウス
ハゲの意を持つコグノーメン
- プブリウス
  - プブリウス
    - プブリウス・リキニウス・カルウス・エスクィリヌス：紀元前400年、396年のトリブヌス・ミリトゥム・コンスラリ・ポテスタテ[15]
- プブリウス
  - ガイウス
    - ガイウス・リキニウス・ストロ：紀元前361年の執政官[16]。リキニウス・セクスティウス法の提出者

### ウァルス
がに股の意を持つコグノーメン
- プブリウス
  - プブリウス
    - ガイウス・リキニウス・ウァルス：紀元前236年の執政官[17]
- プブリウス・リキニウス・ウァルス：紀元前208年のプラエトル・ウルバヌス[18]。アポローンの祝祭を7月5日に行うよう定めた[19]

### クラッスス

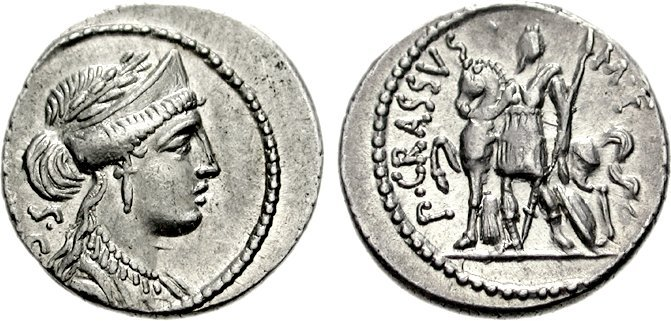
クラッススの子プブリウスが紀元前55年に鋳造したデナリウス銀貨

太っちょの意を持つコグノーメン。家系図はMarshallより。
- プブリウス・リキニウス
  - プブリウス・リキニウス・ウァルス（前236年の執政官)
  - プブリウス・リキニウス・クラッスス
    - プブリウス・リキニウス・クラッスス・ディウェス：紀元前205年の執政官[20]
      - プブリウス・リキニウス・クラッスス・ディウェス
        - プブリウス・リキニウス・クラッスス・ディウェス・ムキアヌス：紀元前131年の執政官[21]。ムキウス氏族から養子入り。クロディアと結婚。
          - プブリウス
            - プブリウス
              - プブリウス・リキニウス・クラッスス・ディウェス：紀元前57年のプラエトル[22]

          - リキニア：ガイウス・スルピキウス・ガルバ（紀元前110年のレガトゥス）の妻。
          - リキニア：ガイウス・グラックスの妻。

    - ガイウス
      - マルクス
      - ガイウス・リキニウス・クラッスス：紀元前168年の執政官[23]
        - ガイウス・リキニウス・クラッスス：紀元前145年の護民官。神職を選挙で選出する法案提出。フォルムで演説する慣習を制定[24]
        - ルキウス
          - ルキウス・リキニウス・クラッスス：紀元前95年の執政官[25]。希代の雄弁家。
            - リキニア・クラッサ：プブリウス・コルネリウス・スキピオ・ナシカ（紀元前93年のプラエトル）の妻。
            - リキニア・クラッサ：ガイウス・マリウス (紀元前82年の執政官)の妻

      - プブリウス・リキニウス・クラッスス (紀元前171年の執政官)[26]
        - マルクス・リキニウス・クラッスス・アゲラストゥス：紀元前126年頃のプラエトル。「笑わない男」[27]
          - プブリウス・リキニウス・クラッスス (紀元前97年の執政官)[28]
            - プブリウス・リキニウス・クラッスス：テルトゥッラと結婚。
            - マルクス・リキニウス・クラッスス：紀元前70年の執政官[29]。第一回三頭政治の一角。
              - プブリウス・リキニウス・クラッスス：紀元前55年のクァエストル。カエサルのガリア戦争に従軍[30]
              - マルクス・リキニウス・クラッスス (紀元前54年の財務官)：カエサルのガリア遠征に従軍[31]。カエキリア・メテッラと結婚。
                - マルクス・リキニウス・クラッスス (紀元前30年の執政官)[3]
                  - マルクス・リキニウス・クラッスス・フルギ：紀元前14年の執政官。おそらく養子[32]
- プブリウス・リキニウス・クラッスス・ユニアヌス：紀元前53年の護民官[33]
- リキニウス（・クラッスス）・ダマシップス：紀元前46年北アフリカで殺された元老院議員[10]

### ルクッルス
- ルキウス・リキニウス・ルクッルス：紀元前202年のアエディリス・クルリス[34]
- ガイウス・リキニウス・ルクッルス：紀元前196年の護民官[35]
- マルクス・リキニウス・ルクッルス：紀元前186年のプラエトル・ペレグリヌス[36]
- ルキウス・リキニウス・ルクッルス (紀元前151年の執政官)[37]
- プブリウス・リキニウス・ルクッルス：紀元前110年の護民官[38]
- ルキウス・リキニウス・ルクッルス：紀元前104年のプラエトル[39]
- ルキウス
  - ルキウス
    - ルキウス・リキニウス・ルクッルス・ポンティクス：紀元前74年の執政官[40]。美食家

### ネルウァ

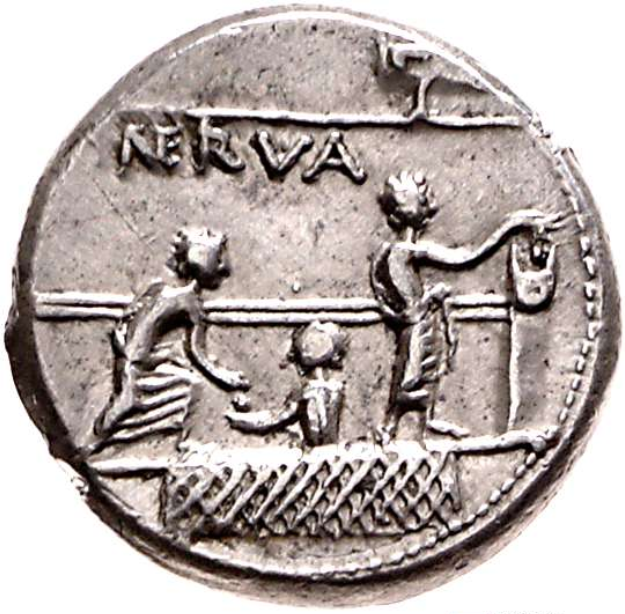
ネルウァによって紀元前113年頃鋳造されたデナリウス銀貨。民会での投票の様子が刻まれている

- アウルス（もしくはガイウス）・リキニウス・ネルウァ：紀元前177年の護民官[41]
- ガイウス・リキニウス・ネルウァ：紀元前167年のヒスパニア・ウルテリオル担当プラエトル[42]
- アウルス・リキニウス・ネルウァ：紀元前166年のヒスパニア・キテリオル担当プラエトル[43]
- リキニウス・ネルウァ：紀元前143年のマケドニア担当プラエトル[44]
- ガイウス・リキニウス・ネルウァ：紀元前111年頃の護民官[45]
- プブリウス（・リキニウス）・ネルウァ：紀元前106年前後の貨幣鋳造委員[46]
- プブリウス・リキニウス・ネルウァ：紀元前104年のシキリア担当プラエトル[39]。多くの奴隷を解放したが、シキリア人の抗議を受け解放を途中で止めてしまったため、第二次奴隷戦争が起こった[47]
- アウルス・リキニウス・ネルウァ：紀元前47年前後の貨幣鋳造委員[46]

### ムレナ

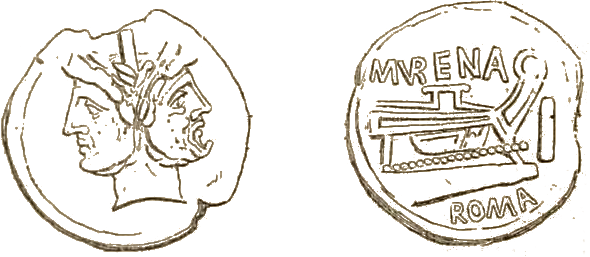
ムレナ家が鋳造した硬貨のデザイン

ウツボの意を持つコグノーメン。親子関係はキケロ『ムレナ弁護演説』などから
- ルキウス・リキニウス・ムレナ：紀元前147年のプラエトル[49]
  - ルキウス・リキニウス・ムレナ：紀元前101年のプラエトル[50]
    - ルキウス・リキニウス・ムレナ (法務官)：紀元前88年頃。恐らくスッラ配下として第一次ミトリダテス戦争に参加[51]
      - ルキウス・リキニウス・ムレナ：紀元前62年の執政官[52]。キケロのムレナ弁護の対象。
      - リキニア：紀元前73年頃のウェスタの処女[53]。上記ムレナの近親者[52]
- ガイウス・リキニウス・ムレナ：紀元前59年頃のアエディリス・クルリス[54]

### ゲタ
- プブリウス
  - ガイウス・リキニウス・ゲタ：紀元前116年の執政官[55]

### その他

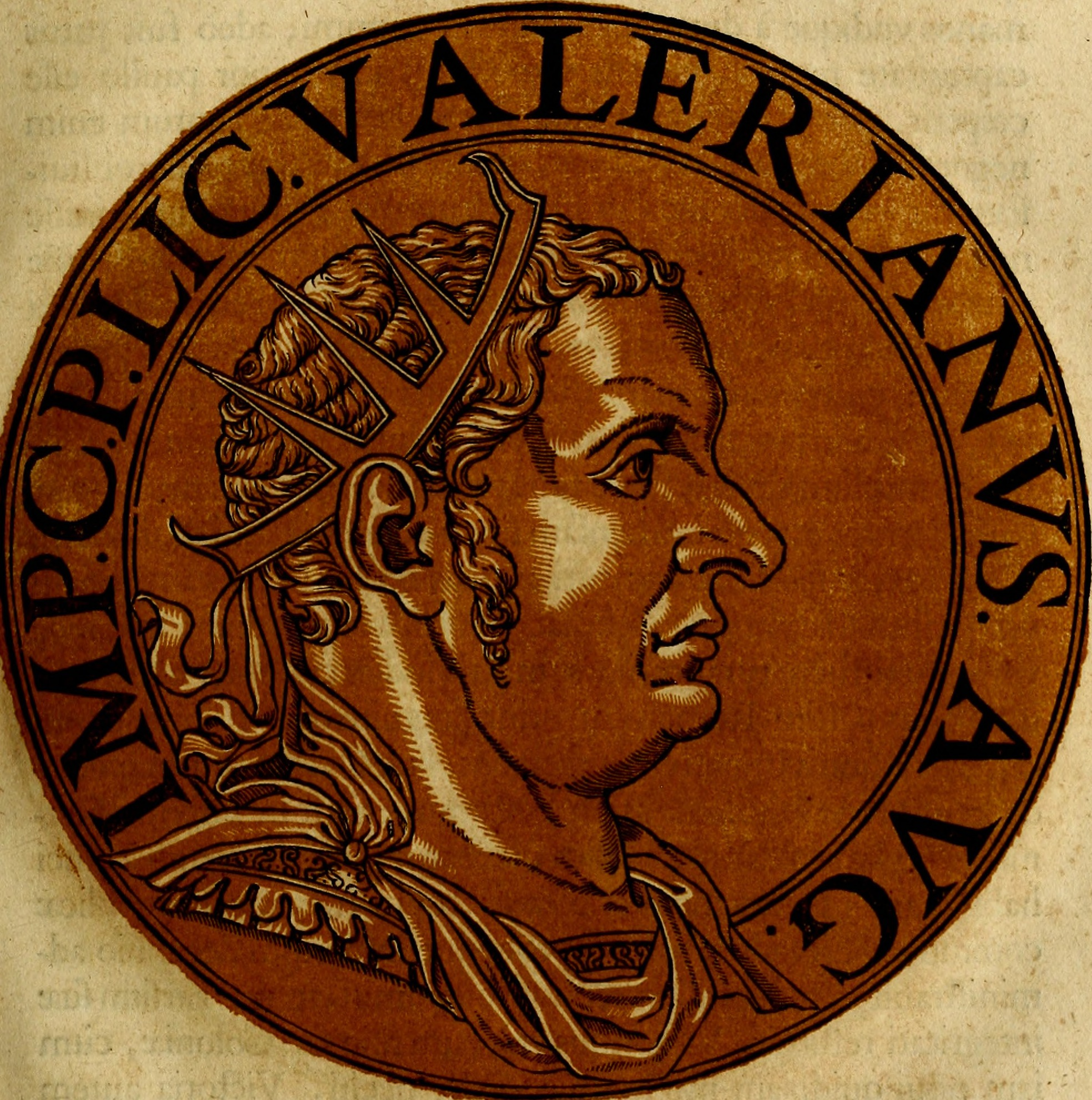
ウァレリアヌス

- リキニウス：紀元前204年頃の護民官[14]
- リキニウス：紀元前150年もしくは90年頃の護民官[56]
- ガイウス
  - リキニア：紀元前123年頃のウェスタの処女[57]。最高神祇官スカエウォラによって、人々の許可のない奉献を無効とされた[58]
- リキニウス：紀元前63年頃の護民官[56]
- プブリウス・リキニウス：紀元前43年頃のプロクァエストル[59]
- プブリウス・リキニウス：年代不明のプロコンスル[60]

### 皇帝
- プブリウス・リキニウス・ウァレリアヌス
  - プブリウス・リキニウス・エグナティウス・ガッリエヌス